# 智辩家
诡辩士又稱诡辩家、智辩家，是用聪明但谬论式和具有欺骗性的论点进行推理的人；诡辩士所用方法称为诡辩(sophism)或诡辩术(sophistry)。诡辩术在主观方面以欺骗为目的，客观上在论证中故意引入违背逻辑的谬论（Fallacy），做出有欺骗性的似是而非的推理和论证。早在古希腊，亚里士多德著作《辨谬篇》(On Sophistical Refutations）指出，诡辩式反驳(Sophistical Refutations)看起来似乎是反驳(refutations)，但实际上是谬误（fallacies); 诡辩士的艺术式只有智慧的表象，没有真实的智慧，诡辩者是通过看起来有智慧但不真有智慧的方式来赚钱的人。
诡辩士们又被称为智者學派、詭辯學派，是人們對古希腊公元前5世纪至4世纪时的一批收徒取酬的教師、哲學家的統稱。他们中的许多人善于哲学和修辞学，但也有人教授音乐、体育和数学，狭义上专指从事教授修辞学者。他们自公元前450年开始兴起，直到公元前380年，他们通常声称自己传授Arete（各种方面的“卓越能力”），学生主要是年轻的政治家或者贵族。
其基本主張善良、真理、正義都與人本身需要的利益相關，所以沒有絕對的真理與正義，即“相对主义”。代表人物有普羅泰戈拉、希庇亞斯、高爾吉亞等人。
智者学派是一个松散的哲学流派， 哲学史家时常将其视为前苏格拉底时代的流派。他们对宗教持开明态度，他们认为神明不会在否定人类的存在的同时主宰人的命运。他们因此受到了宗教迫害，有的遭流放，有的就像苏格拉底一般被判以死刑。他们希望帮助年轻人领会知识，在为自己谋取利益的同时履行自己的公共义务，为他们的城邦做出贡献。他们的一大特点就是游学，为此他们游历了古希腊世界的绝大多数城市，特别是伯罗奔尼撒半岛，塞萨利和意大利南部。智者学派的中心地带，位于处在黄金时代的雅典。
智辩家的英文单词Sophist也跟英文的sophisticated（精细的、复杂的）在词根上有关，从词根上看不具有负面意义。但是，长期以来，由于柏拉图、亚里士多德等对后世影响深远的哲学家们普遍对智者学派持有负面印象，加之对智者学派的研究大多是通过柏拉图和亚里士多德的视角进行研究的，智者学派一直遭到贬抑。在18世纪到20世纪初受到良好教育的中产阶级看来，这是一个具有冒犯性质的词汇,不辨是非、强词夺理者往往被称作“诡辩士”(sophist)。 
当今英文单词Sophist这一称呼同样用作描述为强加自己的观点混淆谈论主题的人。按现代用法，诡辩，或诡辩术，主要是贬义的，是一种谬论式论证(fallacious argument)，尤其是故意用来欺骗的情况下。 不过当下智者学派从一些特定的角度，得到了一定程度的认可。

## 出現背景
自梭倫與克里斯提尼改革後，雅典的民主出現。但是自伯羅奔尼撒戰爭（B.C 431-B.C 404）左右開始，公民大會開始逐漸喪失機能。這是因為由於戰爭的恐懼，執政者只要能抓住演說技巧，便可以順利獲得廣泛支持。為了牟取權力，在上位者不惜重金禮聘演說家為顧問，以獲得政治控制權，智者们让他们接受了包括宇宙学、语法学、神秘学、政治哲学、宗教哲学、艺术史、法律、自然科学、数学等等学科在内的通识教育。智者们也因此以其广博的知识著称，成为了百科全书式的人物。不过他们所教授的学科中，最为重要却是修辞学，人们视其为在政治生活中取得他人赞同的必要手段。
修辞学在诸如生活、法律、政治咨询建议，为富裕家庭提供家教服务，在诉讼、演讲、辩论时提供协助等领域中发挥了很大的作用。 从政治实践、师承家学和与政治家们的来往中，智者学派以相当系统的方式整理了诸多材料。他们无疑从以辩论为主体的司法实践中积累了许多经验。这些服务显然不会是免费的，虽然报价不一而足，不过根据一些报告，其价格往往不菲。虽说就理论而言，从贵族寡头到一般民众，所有公民都可以接受教育，但关于是否人人都能负担得起，迄今尚无定论。和古希腊哲学三贤一样，智者学派的多数成员（高尔吉亚可能除外）并没有恒定的学生或追随者。

## 代表人物
智者学派的主要人物有：
- 公元前五世纪：普罗泰戈拉、克里提亚斯
- 公元前五到四世纪：高尔吉亚、塞拉西马柯、普罗狄克斯、希庇亚、安提丰、阿尔西达马斯和伊索克拉底

## 观点
对智者学派观点的介绍的来源并不可靠。与智者学派有关的最早的资料来自柏拉图对话集、亚里士多德的著作中的只言片语。几个世纪以来，多数哲学家和哲学史家们认为，被看作是智者学派著作的作品，其真实性与可靠性尚未盖棺定论，学术界尚不清楚其作品能在多大程度上代表整个学派的观点。
在公元前六世纪至公元前五世纪，诸如巴门尼德等人对世界的解释清楚地表明了一点：在希腊人的脑海中，“神明是世界的创造者、能够决定人类人生走向”这一旧有观点已经土崩瓦解，新的观念应运而生：色诺芬尼认为，“人们无法认知真正的神”。很多人开始运用不同于以往的思维思考他们的人生，无神论开始流行。他们认为人应当从旧有的价值观念解放出来，并养成独立思考的习惯，以成为生活的掌控者。
普罗泰戈拉是第一位称呼自己为本条目所指的“智者”的人。他以他渊博的知识和明智的建议赢得了雅典人民的尊重。不过他后来因宗教原因遭到雅典驱逐出境，其作品遭到焚毁，其人也在逃亡中丧生。他和色诺芬人一样认为，人类不可能知晓世界是否存在神灵或是了解祂的特质。普罗泰戈拉还认为，每个人都以其特有的方式看待大千世界，并据此作出自己的判断。他有名言一句：“人是万物的尺度”。他将“个人”看得很重，他认为人们主动做出的一举一动，无一能够脱离人自身的决定。法律、道德和语言，这些都是人类共同理念的产物。同理，诸如法律等普遍有效的事物是为特定的社会团体服务的。据说希庇亚曾声称，所谓需要遵守的社会规范，实际上是强迫人们违背其本性的。Kallikles认为，就如同自然法则规定的一般，强者理应拥有优先权。
亚里士多德在其著作中提到，部分智者提出了非常进步的政治要求。据称Lykophron曾要求废除贵族特权，Alkidamas等人曾要求废止奴隶制，Chalkedon要求过所有自由公民共享财产、平等接受教育。
通过塞克斯圖斯·恩丕里柯，高尔吉亚的一部令人感到困惑的、关于“存在和非存在”的问题的作品得以流传。巴门尼德以教学诗的方式给该问题了一个直至今日也被用作解释却也多少有些暧昧不明的答案: 1.无物存在； 2.如果有物存在，这个东西也是人无法认识的； 3.即令其可被认识，它也是无法言说的。 其理论之晦涩，使得与其同时代乃至后世的哲学家们困惑不解，导致这也成为了对智者学派的批评之一。有人认为，这一观点除了否定客观世界的真实存在以外，别无他用。该观点同样还被用作解决以下矛盾：普罗泰戈拉声称人是万物的尺度，坚持“一切皆真”的相对主义；而高尔吉亚则秉持怀疑主义，认为“一切皆假”。
智者学派还是语法、句法的研究者，他们研究过语句构成、单词用法、同义词和词源。普罗泰戈拉被认为是第一个建立了语法标准的人；Prodikos曾撰写过有关同义词的文章，他还举办过一次关于道德的演讲。

## 评价
“……辩论是一种艺术，凭借它，可以通过错误的辩证法颠倒黑白，还能依靠诡辩赢得掌声与财富。”如是观点不胜枚举，对诡辩家们的鄙夷不仅贯穿于哲学史，自十五世纪后期以来，该称呼在德语中更是被用作喋喋不休的骗子的同义词，通常只会用在声名狼藉、且往往持有异端思想的哲学家和学者之上。即便是在当今的日常用语之中，也被用来形容吹毛求疵之人。诡辩家的含义，越发充斥着老谋深算、阴险狡诈的意味。当代媒体断言，诡辩家们卖弄学识、长袖善舞且又蛊惑青年、牟取权位。

### 古希腊时代
长期以来，哲学史一直都在强调智者学派的诡辩、道德和柏拉图、亚里士多德等人的立场之间质的区别。后者的观念被广泛认作更为高级的道德与科学观念。在欧洲中世纪以来基督教哲学独占鳌头的背景下，智者学派的价值遭到了很大程度上的贬低，甚至被完全否定。部分人士以柏拉图、亚里士多德的视角，将智者学派看作对雅典道德、科学、和生命的威胁，他们指责智者学派是古希腊价值观念分崩离析的罪魁祸首，智者学派也由是在几个世纪内被主流哲学除名。期间，智者学派的理念得到了新一轮的审视，研究者们开始思考智者学派的出现是否是其时代精神的某种表现，这一看法对公元五六世纪的雅典社会政治变革产生了一定影响，但这对智者学派的名声于事无补。在广义上政治家 Kallikles 和 Kritias 也被视作智者学派的一员，欧里庇得斯、历史学家希罗多德和修昔底德也受到了智者学派的影响。
智者学派的评价受到柏拉图对话集的影响是非常巨大的。柏拉图在其对话录《普罗泰戈拉》篇对与其同时代的智者学派尚且赞赏有加，但在其后续著作中却对智者学派进行了愈发严格的批评，同时也嘲讽了其教学方式。以至于在《智者篇》中对“智者”的含义也给出了一个非常负面的解释。柏拉图认为，首先，真正的哲学家应当像苏格拉底一般追求真理，而非像智者学派一样只关注于吵架的技巧；其次，柏拉图也批评智者学派靠贩卖知识牟取利益，在他看来真正的知识和美德是千金不换的。George B. Kerferd 和 Hellmut Flashar 认为柏拉图的这些看法未必符合历史，但这仍然深刻影响了后世对智者学派的看法。Theodor Gomperz 在其著作《古希腊思想家》中提出了其看法：人们更应该将智者看作教授与记者的结合体——知识渊博、雄辩而又好斗，这样一来有助于改善智者学派的形象。
亚里士多德对智者学派的看法同样受到了柏拉图的影响。他将智者学派别具一格的理念形容为徒有其表且只为谋取财富的。亚里士多德对智者学派的看法成为后世对智者学派评价的决定性因素。智者学派的恶名同样还来自于其高额学费。

## 影響
辯士們以雅典為中心，周遊希臘各地，對青年進行修辭、論辯和演說等知識技能的訓練，教授參政治國、處理公共事務的本領。因為其不追求絕對真理與正義的看法，受到反彈，從而導致新的哲學思想家出現，如蘇格拉底。

## 现代用法
在现代用法中，诡辩(sophism), 诡辩士(sophist)和诡辩术（sophistry)是贬意的。诡辩，或诡辩术，是一种谬论式论证(fallacious argument)，尤其是故意用来欺骗的情况下。诡辩士是用聪明但谬论式和具有欺骗性的论点进行推理的人。

## 诡辩术与辩证法的区分
诡辩术(Sophistry)与辩证法(Dialectics)有相似和不同之处 ：
- 相似处：辩证法[27]，针对已经给出的论证，从普遍接受前提出发的，推理出与已给定论的矛盾。诡辩术也是如此[5] 。
- 不同之处：诡辩术在主观方面以欺骗为目的[28]，客观上在论证中故意引入违背逻辑的谬论（Fallacy），做出有欺骗性的似是而非的推理和论证。 而辩证法主观方面没有以欺骗为目的，客观上尽力避免违背逻辑的谬论（Fallacy）。

将诡辩装扮成辩证法的情况,在生活中无处不在, 以至于有时有关社区会觉得这些诡辩是辩证法。 人们公正和正义感因此被侵蚀， 没有意识到这种做法帶来的负面影响
。

## 阅读
- Αρχαία Ελληνικά - Φιλοσοφικός λόγος, Γ´ Γενικού Λυκείου. εκδ. ΟΕΔΒ